# Gare des Ifs
La gare des Ifs est une gare ferroviaire française (fermée) des lignes, de Bréauté - Beuzeville à Fécamp, des Ifs à Étretat et du Havre-Graville à Tourville-les-Ifs. Elle est située au lieu-dit Les Ifs sur le territoire de la commune de Tourville-les-Ifs, dans le département de la Seine-Maritime en région Normandie.
Elle est mise en service en 1856 par la Compagnie des chemins de fer de l'Ouest. Puis devient le centre d'une étoile ferroviaire à quatre branches, après l'ouverture de la ligne des Ifs à Étretat, en 1895, et de la ligne du Havre-Graville à Tourville-les-Ifs en 1896.
Elle est fermée dans les années 1970.

## Situation ferroviaire
Établie à 115 mètres d'altitude, la gare de bifurcation des Ifs est située au point kilométrique (PK) 214,349 de la ligne de Bréauté - Beuzeville à Fécamp, entre les gares de Grainville-Ymauville et de Fécamp.
Elle est également, l'origine de la ligne des Ifs à Étretat, avant la gare de Froberville - Yport, et l'aboutissement, au PK 255,439, de la ligne du Havre-Graville à Tourville-les-Ifs, après la gare de Goderville.

## Histoire
La station des Ifs n'est pas terminée lors de la mise en service, le 25 février 1856, de la ligne de Bréauté - Beuzeville à Fécamp par la Compagnie des chemins de fer de l'Ouest (Ouest). Elle est ouverte avec retard.
Elle devient une gare de bifurcation lors de l'ouverture de la ligne des Ifs à Étretat, en 1895. Puis, l'année suivante, l'ouverture de la ligne du Havre-Graville à Tourville-les-Ifs la situe au centre d'une étoile ferroviaire à quatre branches.
Après avoir connu un trafic voyageurs et marchandises sur chacune des lignes, la gare perd ses dessertes voyageurs en 1970 et les dernières circulations marchandises régulières en 1972. Seules quelques circulations ponctuelles de trains de marchandises se poursuivent jusqu'en 1980 pour desservir la zone industrielle d'Épreville. Ensuite les lignes ne sont plus exploitées, sauf Bréauté - Fécamp qui retrouve un service voyageurs en 1981, mais qui ne dessert pas la gare des Ifs (il est fermé en 2014). La gare, fermée, est rachetée par une association, dénommée « Chemin de fer des hautes falaises », à la fin des années 1990.

## Service des voyageurs
Gare fermée.

## Patrimoine ferroviaire
L'ancien bâtiment voyageurs d'origine. Elle est rachetée en 1997 par l'association « Chemin de Fer des Hautes Falaises » qui avait pour projet la création d'un « musée vivant art déco et art nouveau » et qui finalement fait de la sauvegarde de matériel roulant ferroviaire.